# 窗外有男天
《窗外有男天》（英語：Head On）是一部1998年的澳洲劇情片，由安娜·庫金諾斯導演，改編自克里士鐸·濟奧卡斯的小說 Loaded。艾歷斯·狄米崔迪斯在片中飾演一名定居於墨爾本的年輕希臘裔同性戀男子。
電影因其大膽的性愛刻畫而在甫一釋出時獲得很大的爭議性關注，包括狄米崔迪斯出演的一幕圖片式自慰塲景。另一方面，此片贏得大多數影評家的稱讚，讚揚其鮮明的現實主義以及狄米崔迪斯對主演此種題材的演技。《華盛頓郵報》的一位影評家還將這部電影與廣受讚譽的德國導演寧那·華納·法斯賓德的作品相比較。

## 劇情概述
19歲的阿瑞掙扎於自身性取向和希臘裔出生的背景之間，他沉迷性愛並與多名同性戀男子發生性關係，還試圖滿足他密友的姊妹。與此同時，他不得不面對自己的家人，一對傳統的希臘父母，他們對阿瑞的性取向和毒癮都毫不知情。

## 主要角色
- 艾歷斯·狄米崔迪斯 飾 阿瑞
- 保羅·凱普賽斯（英语：Paul Capsis） 飾 約翰尼/圖拉
- 朱利安·加納 飾 西恩
- 托尼·尼克拉柯保羅斯（英语：Tony Nikolakopoulos） 飾 迪米崔
- 艾蓮娜·曼達里斯 飾 貝蒂

## 外部連結
- 互联网电影数据库（IMDb）上《窗外有男天》的资料（英文）
- AllMovie上《窗外有男天》的资料（英文）
- Box Office Mojo上《窗外有男天》的資料（英文）
- 爛番茄上《窗外有男天》的資料（英文）
- Head On at the National Film and Sound Archive Archive.today的存檔，存档日期2012-07-08
- "Surprising Results at Awards" by Joshua Smith. （页面存档备份，存于）